# Chrysolina lepida lepida
Chrysolina lepida lepida é uma subespécie de insetos coleópteros polífagos pertencente à família Chrysomelidae.
A autoridade científica da subespécie é Olivier, tendo sido descrita no ano de 1807.
Trata-se de uma subespécie presente no território português.